# Room 25
“Room 25”는 미국의 힙합 아티스트 노네임의 첫 번째 정규 음반이다. 2018년 9월 14일 레이블 없이 스스로 디지털로 발매하였다. 첫 믹스테이프였던 “Telefone”을 발매하고 햇수로 2년이 지난 뒤 낸 음반으로, 시카고에서 로스앤젤레스로 거주지를 옮긴 것과 짧게 이어갔던 연애 관계에 대해 풀어냈다.

## 발매 및 홍보
“Room 25”는 2018년 9월 14일 발매되었다.

## 평가
| 전문가 평가             | 전문가 평가 |
| 총 점수                 | 총 점수     |
| 출처                    | 점수        |
| ----------------------- | ----------- |
| AnyDecentMusic?         | 8.5/10      |
| 메타크리틱              | 93/100      |
| 평가 점수               |             |
| 출처                    | 점수        |
| 올뮤직                  | [ 3 ]       |
| 디 A.V. 클럽            | A           |
| 시카고 트리뷴           | [ 5 ]       |
| 클래시                  | 8/10        |
| 컨시퀀스                | A−          |
| 익스클레임!             | 7/10        |
| NME                     | [ 9 ]       |
| 피치포크                | 8.6/10      |
| 팝매터스                | 9/10        |
| 바이스 (Expert Witness) | A           |

“Room 25”는 음악 평단으로부터 극찬을 받았다. 메타크리틱에서는 17개의 리뷰를 통해 100점 만점 중 93점이 나왔으며, AnyDecentMusic?에서는 13개의 리뷰를 통해 10점 만점 중 8.5점이 나왔다.

## 트랙 리스트
| #            | 제목                                                  | 재생 시간 |
| ------------ | ----------------------------------------------------- | --------- |
| 1.           | 〈Self〉                                              | 1:35      |
| 2.           | 〈Blaxploitation〉                                    | 2:13      |
| 3.           | 〈Prayer Song〉 (ft. Adam Ness)                       | 4:18      |
| 4.           | 〈Window〉 (ft. Phoelix)                              | 4:38      |
| 5.           | 〈Don't Forget About Me〉                             | 3:39      |
| 6.           | 〈Regal〉                                             | 2:48      |
| 7.           | 〈Montego Bae〉 (ft. Ravyn Lenae)                     | 2:44      |
| 8.           | 〈Ace〉 (ft. Smino and Saba)                          | 3:03      |
| 9.           | 〈Part of Me〉 (ft. Phoelix and Benjamin Earl Turner) | 3:16      |
| 10.          | 〈With You〉                                          | 2:29      |
| 11.          | 〈No Name〉 (ft. Yaw and Adam Ness)                   | 4:06      |
| 총 재생 시간 | 총 재생 시간                                          | 34:49     |

참고
- ‘No Name’은 모두 소문자로 표기해 ‘no name’이 된다.
- ‘Blaxploitation’은 1973년에 개봉한 영화 “더 스푸크 후 샛 바이 더 도어”를 샘플링하였다.

## 참여진
크레딧은 노네임의 트위터에서 발췌하였다.
- 노네임 – 총괄 프로듀서, 리드 보컬
- 필릭스 – 총괄 프로듀서, 보컬 피처링 (4, 9), 베이스, 키, 드럼
- 애덤 네스 – 피처링 (3, 11)
- 라빈 르네이 – 피처링 (7)
- 스미노 – 피처링 (8)
- 사바 – 피처링 (8)
- 벤자민 얼 터너 – 피처링 (9)
- 요 – 피처링 (11)
- 아리마 에데라 – 추가 보컬
- 블레이크 데이비드 – 추가 보컬
- 소피 드미트로프 – 추가 보컬
- 루크 티투스 샌거맨 – 드럼
- 브라이언 샌본 – 기타
- 맷 존스 – 스트링 편곡
- 엘튼 "L10믹스에딧" 청 – 믹싱, 마스터링
- 브라이언트 길스 – 아트워크